# Claude Bourigault
Claude Bourigault, né le 28 janvier 1932 à Mazé et mort le 24 août 2021 à Angers, est un footballeur français ayant évolué pendant la majeure partie de sa carrière à Angers SCO. Il est par ailleurs le beau-frère d'un illustre ancien joueur angevin, Raymond Kopa. Ce dernier étant marié avec Christiane, la sœur de Claude Bourigault,.

## Carrière
Né en Maine-et-Loire, Claude Bourrigault effectue la majeure partie de sa carrière professionnelle avec le club phare de son département natal, le SCO Angers. Il y débute en 1954, alors que le SCO évolue en Division 2.
Par la suite, il joue un rôle prépondérant dans la montée angevine en Première division, en 1956. Avec Angers, il dispute également la finale de la Coupe de France 1957 perdue face au Toulouse FC. Ce jour-là, Bourrigault marque le dernier des trois buts angevins, insuffisant face aux six réalisations toulousaines.
En 1963-1964, il quitte Angers le temps d'une saison, disputée sous les couleurs du Stade rennais UC. Mais en Ille-et-Vilaine il ne disputera que douze matchs, barré par Jean-Pierre Brucato. L'été suivant, il revient disputer, à 32 ans, une dernière saison au SCO.
Le 23 août 2021, Claude Bourrigault décède à 89 ans, des suites d'une maladie qu'il avait contractée depuis plus de trois ans.

## Palmarès
- 1957 : Finaliste de la Coupe de France